# 51 (cachaça)

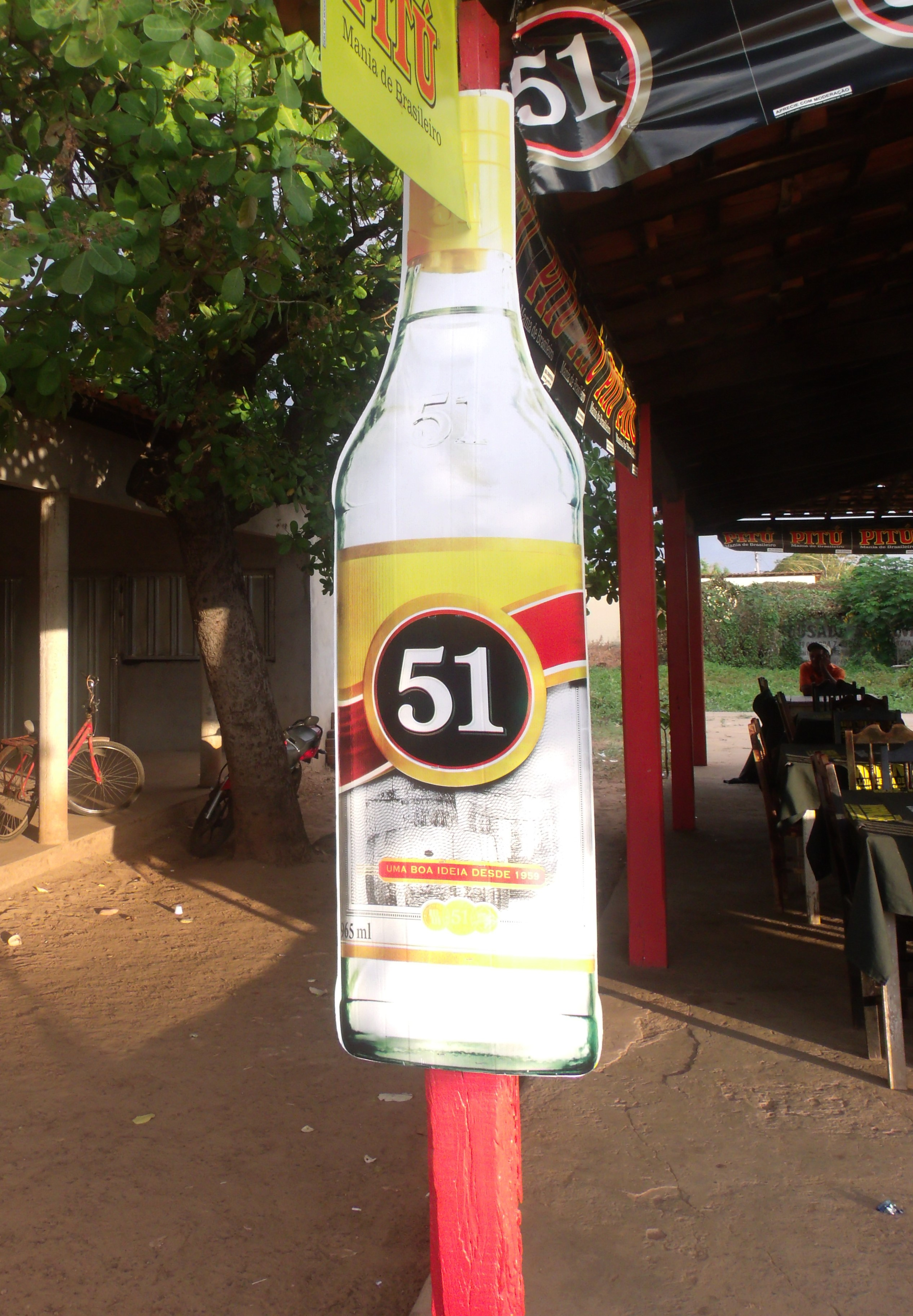

La 51 est la principale marque de cachaça au Brésil. Produite et commercialisée par la Companhia Müller de Bebidas depuis 1959, elle est également exportée depuis les années 1990 sous le nom Cachaça 51. La 51 est parfois désignée sous le nom de Pirassununga, du nom de Pirassununga, la ville de l'État de São Paulo où est établi le siège de l'entreprise. 

## Histoire

### Les débuts
La Companhia Müller de Bebidas a été fondée en 1959 par Guilherme Müller, d'origine allemande. Dès ses débuts, l'entreprise a produit de la bière et de la cachaça, sous la marque «51». Dès les années 1970, la 51 bénéficia d'importants investissements industriels, avec la ligne d'embouteillage la plus moderne de l'époque.

### Croissance et diversification
Le lancement du slogan «51, uma boa idéia» (51, une bonne idée), à la fin des années 1970, eut un grand retentissement commercial. Au début des années 1990, l'entreprise commença à exporter son produit-phare, d'abord au Japon, puis dans une cinquantaine de pays d'Europe, d'Asie et d'Amérique.
Au tournant du millénaire, de nouveaux produits furent lancés par la Companhia Müller de Bebidas, notamment plusieurs cocktails.